# أوسكار كولازو
أوسكار كولازو (بالإنجليزية: Oscar Collazo)‏ (و. 1914 – 1994 م) هو من بورتوريكو .
توفي في سان خوان، بورتوريكو .

## روابط خارجية
- أوسكار كولازو على موقع إن إن دي بي (الإنجليزية)